# 昭和三陸地震
昭和三陸地震（しょうわさんりくじしん）は、1933年（昭和8年）3月3日午前2時30分47.6秒に、岩手県上閉伊郡釜石町（現・釜石市）の東方沖約 200 km（北緯39度07.5分、東経145度07.2分）を震源として発生した地震。気象庁の推定による地震の規模はM8.1。金森博雄の推測はMw8.4でアメリカ地質調査所 (USGS) もこれを採用している。

## 概要
震源は下記にあるように日本海溝を隔てた太平洋側であり、三陸海岸まで200km以上距離があった。東北太平洋側では震度5の強い揺れを記録したが、明治三陸地震の時と同じく、地震規模に比べて揺れによる直接の被害は少なかった。しかし、地殻変動（後述参照）によって発生した大津波が襲来し、被害は甚大となった。最大遡上高は、岩手県気仙郡綾里村（現・大船渡市三陸町の一部）で、海抜28.7mを記録した。津波第一波は、地震から約30分で到達したと考えられる。
| 順位                                 | 名称                 | 発生日（JST）  | 規模（Mj）    |
| ------------------------------------ | -------------------- | -------------- | ------------- |
| 1                                    | 東北地方太平洋沖地震 | 2011年3月11日  | 8.4 （Mw9.0） |
| 2                                    | オホーツク海深発地震 | 2013年5月24日  | 8.3           |
| 3                                    | 千島列島沖地震       | 2007年1月13日  | 8.2           |
| 3                                    | 北海道東方沖地震     | 1994年10月4日  | 8.2           |
| 3                                    | 十勝沖地震           | 1952年3月4日   | 8.2           |
| 3                                    | 明治三陸地震         | 1896年6月15日  | 8.2           |
| 7                                    | 小笠原諸島西方沖地震 | 2015年5月30日  | 8.1           |
| 7                                    | 択捉島沖地震         | 1963年10月13日 | 8.1           |
| 7                                    | 択捉島沖地震         | 1958年11月7日  | 8.1           |
| 7                                    | 昭和三陸地震         | 1933年3月3日   | 8.1           |
| 規模は宇津ほか（2010）・気象庁による |                      |                |               |

### 震度
震度4以上を観測した地点は次の通り。
| 震度 | 都道府県 | 観測所             |
| ---- | -------- | ------------------ |
| 5    | 岩手県   | 宮古               |
| 5    | 宮城県   | 仙台・石巻         |
| 5    | 福島県   | 福島・猪苗代測候所 |
| 5    | 茨城県   | 柿岡               |
| 4    | 北海道   | 函館・浦河・釧路   |
| 4    | 青森県   | 青森               |
| 4    | 岩手県   | 盛岡・水沢観測所   |
| 4    | 福島県   | 小名浜             |
| 4    | 茨城県   | 水戸・筑波山測候所 |
| 4    | 栃木県   | 足尾測候所         |
| 4    | 群馬県   | 前橋               |
| 4    | 埼玉県   | 熊谷               |
| 4    | 神奈川県 | 横浜               |
| 4    | 山梨県   | 甲府               |

### メカニズム
太平洋プレート内における単一アスペリティの破壊による正断層型のアウターライズ地震と推定され、1896年明治三陸地震に影響を受けたとみられている。保存されていた地震波と津波記録を用いた解析によれば、破壊開始点は1971年に計算された震央位置より約100km北方の北緯40.13°東経144.52°の深さ20km、破壊継続時間は約60秒であった。また、地震波解析によるモーメントマグニチュードはMw = 7.9、最大すべり量は5.4m、津波の解析によるモーメントマグニチュードはMw = 7.8、最大すべり量は3.2mと計算された。

### 鳴動現象
「地震の直前に鳴動音、地震の後に砲撃または遠雷のような轟音を聞いた」との証言が多数ある。この中で、地震発生後に聞こえた砲撃または遠雷のような音（地鳴り）は、地震動により破壊された岩盤から発せられた音が空中を伝わったものと考えられる。同様な音は1995年に発生した喜界島近海での地震でも聞こえたことが報告されている。

## 被害
| 都道府県 | 人的被害（人） | 人的被害（人） | 家屋被害 |
| 都道府県 | 死者           | 行方不明       | 家屋被害 |
| -------- | -------------- | -------------- | -------- |
| 岩手     | 1316           | 1397           | 4035     |
| 宮城     | 170            | 138            | 1474     |
| 青森     | 23             | 7              | 264      |
| 北海道   | 13             | 0              | 0        |
| 合計     | 1522           | 1542           | 5773     |

ただし、数値は資料編纂者と集計時期により異なる場合がある。
負傷者1万2053名、家屋全壊7009戸、流出4885戸、浸水4147戸、焼失294戸に及んだ。行方不明者が多かったのは、津波の引き波により海中にさらわれた人が多かった事を意味する。特に被害が激しかったのは、岩手県の下閉伊郡田老村（現・宮古市の一部）で、死者520名、行方不明452名。津波が襲来した後の田老村は、家がほとんどない更地同然の姿となっていた。
それでも、死者・行方不明者が2万人を超した37年前の明治三陸地震よりも犠牲者は少なかった。その理由として、発生時刻は未明であったものの沿岸部でも大きな揺れを感じる有感地震があったために津波の襲来を警戒して地震直後に避難を始めた人が多かったこと、特に37年前の地震を体験した人が津波の襲来を警戒して周囲に声を掛けながら避難をしたことで早めに高台などに避難できた人が多かったからと考えられている。大船渡町では地震当時に沿岸を見回っていた消防団員が海岸の異変に気付いて直ちに警鐘を叩き鳴らしたり、鈴を鳴らしながら街中を駆け抜けて津波の襲来を伝えたために死者はわずか2名に留まった。また、大槌郵便局の電話交換手が表で津波の襲来を叫ぶ声を聞くと、釜石・山田の両郵便局の電話交換手に津波襲来の可能性を伝え、3つの局の交換手は手分けして管内の電話加入者にもそれを伝えた。この知らせを聞いて避難を始めた人も多かったという。更に釜石の県立水産試験場の電信技師は津波が引き始めると直ちに試験場の電信室に戻り、蝋燭の明かりを頼りに無線設備が動くのを確かめると、直ちに無線局に対する救難要請と航行中の船舶に対する津波警戒の知らせを発信した。この通信を受理した落石と銚子の無線局が直ちに岩手県庁に通報し、迅速な救援活動の開始につながった。
| 順位 | 名称                                 | 発生日         | 死者・行方不明者数（人） | 規模（M） |
| ---- | ------------------------------------ | -------------- | ------------------------ | --------- |
| 1    | 関東地震（関東大震災）               | 1923年9月1日   | 105,385                  | 7.9       |
| 2    | 東北地方太平洋沖地震（東日本大震災） | 2011年3月11日  | 22,312                   | 9.0       |
| 3    | 明治三陸地震                         | 1896年6月15日  | 21,959                   | 8.2       |
| 4    | 濃尾地震                             | 1891年10月28日 | 7,273                    | 8.0       |
| 5    | 兵庫県南部地震（阪神・淡路大震災）   | 1995年1月17日  | 6,437                    | 7.3       |
| 6    | 福井地震                             | 1948年6月28日  | 3,769                    | 7.1       |
| 7    | 昭和三陸地震                         | 1933年3月3日   | 3,064                    | 8.1       |
| 8    | 北丹後地震                           | 1927年3月7日   | 2,912                    | 7.3       |
| 9    | 三河地震                             | 1945年1月13日  | 1,961                    | 6.8       |
| 10   | 昭和南海地震                         | 1946年12月21日 | 1,443                    | 8.0       |

## 誘発地震
下記の群発地震が誘発されたと考える研究者もいる。
- 秋田県鹿角郡宮川村群発地震 ：1933年3月26日から鳴動を伴う地震があり、1週間以上続いた。
- 岩手県二戸郡一戸町奥中山群発地震 ：1933年8月から9月。
- 秋田県鹿角郡花輪・尾去沢群発地震 ：1936年の8月頃から地鳴が続き、11月中旬から地震動を感じる様になり、11月20日には尾去沢鉱山のダムが損壊し下流の尾去沢町のほとんど全部を押し流し、死傷者数100名。
- 宮城県刈田郡七ケ宿村群発地震 ：1935年6月18日より蔵王山の近くで鳴動がはじまり、26日午後9時30分頃及び40分に局所的な地震が発生し、鳴動は7月1日頃まで続いた。

また、本震の前後の期間は深発地震の活動が活発であったと報告されている。

## 対策
当時、1929年（昭和4年）10月24日にウォール街大暴落に端を発した世界恐慌が、1930年（昭和5年）1月11日の金解禁により日本（大日本帝国）にも波及し、昭和恐慌に陥っていた。東北地方では1931年（昭和6年）の冷害で農村が疲弊し、1933年（昭和8年）には当地震および津波で漁村も疲弊。さらに翌1934年（昭和9年）には凶作に見舞われた。
当時の内閣総理大臣・斎藤実は、仙台藩・水沢城下（現・岩手県奥州市）に生まれ育っており、被災地は地元といえる。震災は第64回帝国議会（1932年12月24日 - 1933年3月26日）の会期中に発生し、国際関係においては2月24日に国際連盟でリットン報告書の表決を不服とした松岡洋右日本全権が退席、3月8日に政府が国際連盟脱退を決めるという緊迫した事態に陥っていた。
|              | 明治三陸地震                            | 昭和三陸地震                          |
| ------------ | --------------------------------------- | ------------------------------------- |
| 地震発生 (A) | 1896年（明治29年） 6月15日 19時32分30秒 | 1933年（昭和8年） 3月3日 02時30分48秒 |
| 津波到達     | 約30分後                                | 約30分後                              |
| 第一報 (B)   | 電報（政府部内）                        | ラジオ（国民向け）                    |
| 第一報 (B)   | 6月16日 15時                            | 3月3日 06時30分                       |
| (B)-(A)      | 約19時間30分                            | 約04時間                              |

発災から約4時間後の3月3日午前6時30分、日本放送協会仙台放送局 (JOHK) ラジオ（1928年全国中継放送開始）がニュースを打ち、全国に伝えられた。ラジオが無かった明治三陸地震では、被災地から400km以上離れた東京府（現・東京都）の内務省に発災の第一報が電報で届けられるまで約19時間30分かかったことと比較すれば、情報伝達は格段に早まっていた。
齋藤内閣（1932年5月26日 - 1934年7月8日）は震災翌日には応急対策の協議を始め、租税の減免などを決めた。また、被災地に派遣された各省庁の事務官などが復旧のための昭和8年度追加予算の策定作業をし、会期末まで日数がない中で追加予算630万円（現在の価値で300億円超）が議会で決定した。その後、1934年（昭和9年）に東北振興調査会が設置され、東北の経済振興を目的に東北興業（現・三菱マテリアル）および東北振興電力（現・東北電力）の両特殊会社が設立された。
経済振興とは別に、当震災を契機として直接的な津波対策として以下のようなものがなされた。

### 宮城県
震災から約4ヶ月後の同年6月30日、宮城県は「海嘯罹災地（かいしょうりさいち）建築取締規則」を公布・施行した。
当条例は、津波被害の可能性がある地区内に建築物を設置することを原則禁止しており、住宅を建てる場合には知事の認可が必要とし、工場や倉庫を建てる場合には「非住家 ココニスンデハ キケンデス」の表示を義務付けた。違反者は拘留あるいは科料に処すとの罰則も規定された。
1950年（昭和25年）に建築基準法が施行され、災害危険区域を指定して住宅建築を制限する主体は市町村となったため、当条例は既に存在していないとの説があるものの、廃止された記録もないため、現行法上の有効性は不明。なお、県内では現行法に基いて仙台市・南三陸町・丸森町が災害危険区域を条例で指定しており、沿岸自治体の仙台・南三陸の2市町のみが県の当条例を一部引き継いでいるとも見なせるが、現行法で認める違反者への50万円以下の罰金が3市町の条例ではいずれも規定されておらず、罰則規定については引き継がれなかったと言える。
1964年（昭和39年）の新潟地震を契機として、1972年（昭和47年）に防災のための集団移転促進事業に係る国の財政上の特別措置等に関する法律が公布・施行され、災害危険区域からの防災集団移転促進事業の財政的な裏付けがなされた。
ただし、同事業における補助金は事業費の3/4の充当であるため、事業主体の地方公共団体が事業費の1/4を負担しなくてはならないこと、平時において移転促進区域内の住民の同意を得て全住居の移転を達成しなくてはならないことなど実施にはハードルが高く、2011年（平成23年）3月11日の東北地方太平洋沖地震(東日本大震災)以前に県内で同事業が実施されたのは、1978年（昭和53年）6月12日の宮城県沖地震後に仙台市の27戸が移転した例のみに留まっている。

### 岩手県・田老
1982年（昭和57年）までに海抜10m、総延長2433mの巨大な防潮堤が築かれた。1958年（昭和33年）に完成した1期工事の防潮堤は、1960年（昭和35年）5月23日に発生・来襲したチリ地震津波の被害を最小限に食い止める事に成功した。これにより、田老の巨大防潮堤は全世界に知れ渡った。
この巨大防潮堤は田老の防災の象徴となっていたが、2011年（平成23年）3月11日に発生した東北地方太平洋沖地震による大津波はこの防潮堤を越えて町内を襲い、全域が壊滅状態となった。

## その他
- 明治三陸地震は旧暦の端午の節句の夜に津波に襲われたが（当時は旧暦で節句を祝う人々が多かった）、今度は新暦の桃の節句の未明に津波に襲われたことから、人々は「節句の厄日」「呪いの節句」と呼んで恐れたという[31]。
- 因果関係は不明であるが前兆現象としてイワシ・マグロ・カツオが豊漁であったと報告されている。また、前日に神奈川県三崎港に水揚げされたイワシの体内には、通常の5倍の量の底着生プランクトンがあった[32]。
- 宮沢賢治は地震発生の4日後、大木実へのはがきで「被害は津波によるもの最多く海岸は実に悲惨です」と記した[33]。また宮沢賢治が生まれたのは1896年（明治29年）で、明治三陸地震の2ヶ月後のことであり、同時に宮沢は地震の半年後の9月21日に亡くなっている[33]。
- 寺田寅彦は『津波と人間』で、最初のうちは津波研究・対策が行われるだろうが、やがてその世代は去って忘れられてしまうので、地震津波教育をしない限り災禍は繰り返されると記した[34]。